# Mullvadens jul
Mullvadens jul (engelska: Mole's Christmas, även kallad The Wind in the Willows: Mole's Christmas, "Det susar i säven: Mullvadens jul") är en brittisk tecknad kortfilm producerad av Martin Gates Productions år 1994 och distribuerad av ITV. Den är baserad på Det susar i säven (1908) av Kenneth Grahame och är en del av en serie.

## Rollista (engelska röster)
- Richard Briers – Rat "Ratty"
- Peter Davison – Mole "Moley"
- Imelda Staunton – Mother
- Ellie Beaven – Young Girl
- Stephen Donald
- Jonathan Gabb
- Olivia Hallinan
- Richard Tate
- Alexander Britten – Field Mouse Carol Singer
- Benjo Fraser – Field Mouse Carol Singer
- Oliver Howard – Field Mouse Carol Singer
- Amanda Lake – Field Mouse Carol Singer
- Tanya Lake – Field Mouse Carol Singer
- Sophie Mullen – Field Mouse Carol Singer

## Rollista (svenska röster)
- Fredrik Dolk – Råttan "Råttentott"
- Andreas Nilsson – Mullvaden "Mulle"
- Louise Raeder
- Anna Gyllenberg

Bearbetning av Kajsa Gyllenberg.